# Деипила
Деипила (др.-греч. Δηίπυλη, иногда Деифила) — персонаж древнегреческой мифологии. Дочь Адраста и Амфитеи, жена Тидея, мать Диомеда В поэме Стация «Фиваида» оплакивает погибшего Тидея.